# Július Torma
Július Torma (Budapest, 7 marzo 1922 – Praga, 23 ottobre 1991) è stato un pugile ungherese naturalizzato cecoslovacco.
In rappresentanza della Cecoslovacchia ha vinto la medaglia d'oro olimpica nel pugilato alle Olimpiadi di Londra 1948,  nella categoria pesi welter.
Ha partecipato anche alle Olimpiadi 1952 e alle Olimpiadi 1956.
Ha conquistato una medaglia d'oro (1949) e due medaglie di bronzo (1947 e 1955) ai campionati europei di pugilato dilettanti.